# Fietback
Fietback (eigentlich Christian Fiete Schlösser; * 11. Juli 1980 in Hannover) ist ein deutscher DJ, Musikproduzent, Videokünstler, Veranstalter und Musiker.

## Bedeutung des Namens
Sein Künstlername Fietback resultiert zu einem Teil aus seinem zweiten Vornamen. Zum anderen wendete er zu Beginn seiner Musikertätigkeit Rückkoppelungstechniken mit DJ-Mischpulten an, um Synthesizerklänge zu kreieren, die er wiederum per Sampling in seine Produktionen einfließen ließ. 
Seine ersten Auftritte bestritt er noch unter dem Pseudonym Fietologe.

## Musikalischer Werdegang
Schlössers musikalischer Werdegang wurde maßgeblich durch den Turntablism und die Techno-Kultur der 1990er Jahre geprägt. Noch heute versucht er in seinen DJ-Sets, beide Strömungen zu vereinen.
Ab dem Jahr 2000 trat er unter dem Pseudonym „Fietologe“ erstmals regional als DJ auf. Unter dem Pseudonym Fietback veranstaltete er ab 2004 die Partyreihen „Elektro Pogo Riot“ (2004–2010) und „Digithek“ (2010–2011) in Hannover. Neben weiteren regionalen und überregionalen Künstlern stand er dort auch als DJ hinter den Plattenspielern.
Seit 2011 besteht eine Zusammenarbeit mit Westbam, für den er verschiedene Videoprojekte realisierte. 
In seinen eigenen Projekten (zuletzt „Robot Front Machine“ und „The Panic!“) verbindet Fietback Visual Art und Musikproduktion zu einem ästhetischen Gesamtkonzept. 
Fietback ist heute als DJ, Musiker und Regisseur tätig.

## Veröffentlichungen

### Als Künstler
| Künstler                          | Titel                                       | Jahr |
| --------------------------------- | ------------------------------------------- | ---- |
| iBAM                              | I lost my IPhone (Fietback Remix)           | 2011 |
| Members of Mayday                 | Perfect Machine (Robot Front Machine Remix) | 2012 |
| Robot Front Machine feat. Prodesh | Maximizer                                   | 2015 |

### Als Videokünstler
| Künstler                           | Titel                          | Jahr |
| ---------------------------------- | ------------------------------ | ---- |
| iBAM (WestBam)                     | I lost my IPhone               | 2011 |
| Members of Mayday                  | Perfect Machine                | 2012 |
| WestBam feat. Inga Humpe           | Götterstrasse No 1             | 2013 |
| Ton Steine Scherben                | Rauchhaus Song (WestBam Remix) | 2015 |
| WestBam/ML                         | Trump                          | 2016 |
| DAF                                | Sato Sato (WestBam/ML Remix)   | 2017 |
| Westbam/ML feat. Grandmaster Flash | No Facebook                    | 2018 |
| Westbam/ML                         | Uptown                         | 2019 |
| Westbam/ML feat. Eric D. Clark     | Turn it Up                     | 2019 |

### Fietback
- WESTBAM | Götterstrasse No. 1 – Video
- Make America even greater: WestBam remixt „Trump“ – Thump
- FietBack - DJ, Producer, Wunstorf

### Robot Front Machine
- Robot Front Machine-Diskographie auf Discogs
- Robot Front Machine, Hannover
- Perfect Machine Remixes [Bass Planet – Beatport]
- Mayday – Perfect Machine The Remixes – Westbam – Official Website
- Maximizer [Monkey Circus – Beatport]